# Ria Pacquée
Ria Pacquée (Merksem, 30 augustus 1954) is een Belgische kunstenares die actief is binnen performance art en fotografie. 
Ria Pacquée deed geen kunststudies. Ze begon midden jaren 1970 met acties en performances, en exposeerde voor het eerst in 1979 in Ruimte Z, een alternatieve kunstruimte in de Lovelingstraat te Antwerpen, waar ook Guillaume Bijl, Danny Devos en Guy Rombouts actief waren. Samen met Danny Devos nam ze in 1980 deel aan een groepstentoonstelling in het ICC op de Meir, dat geleid werd door de latere Muhka-directeur Flor Bex. In 1982 nam ze deel aan de geruchtmakende groepstentoonstelling Montevideo, georganiseerd door de latere galeriste Annie Gentils in een leegstaande stapelplaats in de Antwerpse haven (Montevideostraat). Zo raakte Pacquée nauw betrokken bij het vernieuwende Antwerpse kunstcircuit. Haar performances hadden een provocerend en opstandig karakter en konden vele uren duren, waarbij ze het eigen uithoudingsvermogen op de proef stelde. Ze hing anarchistische ideeën aan en bewonderde de extreme performances van de Amerikaanse kunstenaar Chris Burden. 
Midden jaren 1980 verzachtte haar werk en kreeg het een meer maatschappelijke inslag. Ze ging een heel gewone mevrouw van middelbare leeftijd impersoneren die ze 'Madame' noemde. De anonieme 'Madame' leeft mee met de massacultuur, waarin ze haar eenzaamheid hoopt te ontvluchten door 'erbij te horen'. Fotoreportages over 'Madame' laten zien hoe zij, kleinburgerlijk gekleed, per autocar naar Lourdes reist om er te bidden in de beroemde grot van Bernadette. We zien haar ook in Engeland, waar ze te midden van andere omstaanders uitkijkt naar de komst van prinses Ann ('Madame visiting the North of England hoping to see the Princess', 1990). Ze bezoekt ook Bokrijk, of laat zich ergens in Italië de weg wijzen. De foto's van Madame hebben niets artistieks. Het zouden beelden uit een familiealbum kunnen zijn. Zo probeert Ria Pacquée het anonieme leven van willekeurige mensen op te laden met een bescheiden waardigheid, maar ook met een zweem van tragiek. 
Kort daarop creëerde zij een tweede personage dat ze 'It' noemde, een wereldvreemd en wat ouderwets uitziend mannetje. Acterend als 'It' maakte zij foto's en video's van zijn armoedige en zinloze bedoeningen. Zo is hij sukkelend onderweg met een karretje waarop allerlei rommel op inefficiënte wijze is samengebonden. Of hij verzamelt zware rotsblokken in een gebergte en slaat die op in zijn hotelkamertje. In de performance ‘It’ carrying the Inferno uit 1995 loopt 'It' door de stad en zit hij in de tram met een grote ronde witte vorm die de hel op aarde symboliseert. 
Zelf ging zij ook steeds meer zwerftochten ondernemen in Antwerpen en andere steden, om op straat allerlei taferelen en toestanden te fotograferen waar iets bijzonders mee aan de hand is. Met dat doel voor ogen trok zij ook rond in het Nabije-Oosten, India, Afrika en Amerika. De duizenden foto's en ook korte filmpjes die zij op die manier realiseerde getuigen van een bijzondere aandacht voor kleine en voorbijgaande dingen die meestal onopgemerkt blijven. Ze ging haar impressies van menselijk handelen ook samenvoegen in montages, zoals de videofilm Inch’Allah uit 2005, die een snelle en zeer kundige montage is van opnames in België, Marokko, Jeruzalem, Jemen e.a. Waarmee haar werk steeds duidelijker evolueerde naar een meer universele en humanistische benadering. 
In de zomermaanden van 2018 liep van Ria Pacquée een overzichtstentoonstelling in het cultureel Centrum De Warande in Turnhout, en in de zomer van 2019 had ze een retrospectieve tentoonstelling in het Middelheimmuseum te Antwerpen. 